# Beate Renschler-Zeitz
Beate Renschler-Zeitz (* 2. September 1958 in Rastatt als Beate Renschler) ist eine ehemalige deutsche Turnerin.

## Biografie
Beate Renschler-Zeitz nahm an den Olympischen Sommerspielen 1976 in Montreal teil. Sie konnte sich jedoch für keines der Gerätefinals qualifizieren. Im Einzelmehrkampf belegte sie den 59. Platz und im Mannschaftsmehrkampf wurde sie mit dem westdeutschen Team Siebte.
Nach ihrer Karriere wurde sie Physiotherapeutin und eröffnete in Rastatt ihre eigene Praxis.